# Flavio Frontali
Flavio Frontali (Trieste, 5 ottobre 1936 – 2 ottobre 1991) è stato un calciatore italiano, di ruolo centrocampista.

## Carriera
Cresce nel Ponziana, con cui conquista la promozione in IV Serie nel 1955-1956, e dopo un anno a Jesi viene ceduto al Catanzaro.
Con i calabresi è tra i protagonisti della vittoria del campionato di Serie C 1958-1959, restando in maglia giallorossa anche nei successivi quattro campionati cadetti in cui disputa complessivamente 102 partite di campionato segnando 2 gol.
Nel 1963 passa al Lecce, con cui gioca per una stagione in Serie C mettendo a segno una rete in 29 partite.
Terminata la carriera da calciatore, diventa allenatore nelle squadre minori triestine.
Dopo la sua morte si è svolto per nove edizioni dal 1997 al 2005 a Trieste, sua città natale, il Torneo internazionale Città di Trieste - Memorial Flavio Frontali, riservato alla categoria Esordienti; in seguito è stato denominato Memorial Flavio Frontali anche un torneo svolto sempre nella città di Trieste riservato alla categoria Pulcini.

## Palmarès

### Club

#### Competizioni nazionali
- Serie C: 1

Catanzaro: 1958-1959